# Brassia caudata
Brassia caudata – gatunek epi- i litofitycznych roślin z rodziny storczykowatych (Orchidaceae). Jest rodzimy w międzyzwrotnikowej części Ameryki Północnej i Południowej; na północy od: Florydy, Kuby, Dominikany, Haiti, Meksyku, poprzez: Jamajkę, Trynidad i Tobago, Gwatemalę, Belize, Honduras, Nikaraguę, Kostarykę, Panamę, po: Kolumbię, Wenezuelę, Gujanę Francuską, Surinam, Gujanę, Ekwador, Peru, Boliwię i Brazylię.
Rośnie na stanowiskach o ograniczonym nasłonecznieniu i temperaturze nieprzekraczającej 20–24°C sięgając w górach do 1800 m n.p.m., przy czym na Kubie nie odnotowano go powyżej 300 m n.p.m.

## Morfologia
Pseudobulwy, o równowąskim do podłużnie eliptycznego kształcie, osiągają około 14 cm długości i 3,5 cm szerokości, są spłaszczone i mają ostre krawędzie. Każda pseudobulwa wytwarza dwa (rzadziej trzy) liście. Liście mają kształt od językowatego do eliptyczno-podługowatego, osiągając 16–27 cm długości i 2,5–8 cm szerokości.
Kwiatostan boczny, osiąga do 45-50 cm długości i może zawierać do 20 kwiatów o długości 15 cm i 3,75 cm szerokości. Kwiaty są pachnące i długotrwałe. Okwiat żółty do żółto-pomarańczowego lub żółtozielonego z czerwono-brązowymi plamkami na wszystkich listkach.
Rośliny kwitną od stycznia do sierpnia, szczyt kwitnienia przypada na kwiecień i maj. Kształt kwiatu przypomina wygląd pająków, co stanowi mechanizm mimetyczny służący roślinie do wabienia określonych gatunków os, które atakują kwiat, sądząc, że jest to pajęczak, i w ten sposób mimowolnie go zapylają.

## Systematyka
Gatunek rodzaju Brassia sklasyfikowany do podplemienia Oncidiinae w plemieniu Cymbidieae, podrodzina epidendronowe (Epidendroideae), rodzina storczykowate (Orchidaceae), rząd szparagowce (Asparagales) w obrębie roślin jednoliściennych.